# Dejan Zivanovic
Dejan Zivanovic (* 2. Mai 1999) ist ein österreichischer Fußballtorwart.

## Karriere
Zivanovic begann seine Karriere beim SC Austria Lustenau. 2013 kam er in die AKA Vorarlberg, in der er zuletzt im November 2015 spielte. Im Mai 2015 debütierte er für die Amateure seines Stammklubs Austria Lustenau in der Vorarlbergliga, als er am 20. Spieltag der Saison 2014/15 gegen den SC Admira Dornbirn in der Startelf stand.
Im Februar 2016 stand er gegen die Kapfenberger SV erstmals im Profikader von Lustenau, kam jedoch nicht zum Einsatz. Auch in den darauffolgenden Saisonen fungierte er häufig als Ersatztorwart, kam jedoch nie zu einem Einsatz. Im Mai 2019 debütierte er schließlich in der 2. Liga, als er am 27. Spieltag der Saison 2018/19 gegen die SV Ried von Beginn an im Tor stand.
Nachdem er in der Saison 2019/20 weder für die Profis noch für die Amateure zum Einsatz gekommen war, wechselte er zur Saison 2020/21 zum fünftklassigen SK Meiningen. Für Meiningen spielte er siebenmal in der Landesliga. Zur Saison 2021/22 schloss er sich dem viertklassigen FC Hörbranz an. Nach zehn Einsätzen in der Vorarlbergliga für Hörbranz wurde sein Vertrag im Oktober 2021 wieder aufgelöst.